# Cirrus duplicatus
Cirrus duplicatus este o varietate de nor cirrus. Denumirea de cirrus duplicatus provine din latină, însemnând „dublu”. Varietatea duplicatus a norilor cirrus apare atunci când există cel puțin două straturi de nori cirrus. De cele mai multe ori, aparițiile de cirrus fibratus și cirrus uncinus sunt în forma duplicatus. Ca și norii stratus, norii cirrus sunt adesea văzuți în forma duplicatus.